# Людвиг Фридрих II (князь Шварцбург-Рудольштадта)
Людвиг Фридрих II Шварцбург-Рудольштадтский (нем. Ludwig Friedrich II. von Schwarzburg-Rudolstadt; 9 августа 1767, Рудольштадт — 28 апреля 1807, Рудольштадт) — правящий князь Шварцбург-Рудольштадта в 1793—1807 годах, член Шварцбургского дома.

## Биография
Людвиг Фридрих родился в семье наследного принца Фридриха Карла Шварцбург-Рудольштадтского и его первой супруги Фридерики. В 1789 году Людвиг Фридрих совершил образовательную поездку в Женеву и другие города вместе с братом Карлом Гюнтером. 
13 апреля 1793 года Людвиг Фридрих вступил на престол княжества. После победы Наполеона в битве при Йене и Аустерлице княжество Шварцбург-Рудольштадт оказалось под принудительным управлением французов, которое было снято 24 марта 1807 года благодаря дипломатическим способностям канцлера княжества Фридриха Вильгельма фон Кетельходта. 18 апреля 1807 года княжество Шварцбург-Рудольштадт вступило в Рейнский союз. Резиденция Людвига Фридриха и его высокообразованной супруги Каролины получила известность в культурных кругах. В Рудольштадте открылся театр.
Людвиг Фридрих II вошёл в анналы истории благодаря своим высоким идеалам. Покровитель искусства и науки, он поддерживал контакт со многими знаменитыми личностями того времени, в том числе с Фридрихом Шиллером и Вильгельмом фон Гумбольдтом. Князь умер в возрасте 39 лет. В соответствии с завещанием супруга Каролина правила княжеством как регент при сыне Фридрихе Гюнтере вплоть до достижения им совершеннолетия в 1814 году.

## Брак и дети
21 июля 1791 года Людвиг Фридрих женился в Гомбурге на принцессе Каролине, дочери ландграфа Фридриха V Гессен-Гомбургского.
В браке родилось 7 детей:
- Цецилия (1792—1793)
- Фридрих Гюнтер I (1793—1867), князь Шварцбург-Рудольштадта, женат на принцессе Августе Ангальт-Дессауской (1793—1854), затем в морганатическом браке на графине Хелене фон Рейне (1835—1860), затем в морганатическом браке на Марии Шульце (1840—1909), «графине Броккенбург»
- Текла (1795—1861), замужем за князем Отто Виктором Шёнбург-Вальденбургским (1785—1839)
- Каролина (1796)
- Альберт I (1798—1869), князь Шварцбург-Рудольштадта, женат на принцессе Августе Сольмс-Браунфельсской (1804—1865)
- Бернхард (1801—1816)
- Рудольф (1801—1808)